# Martincourt (Oise)
Martincourt è un comune francese di 152 abitanti situato nel dipartimento dell'Oise nella regione dell'Alta Francia.

## Società

### Evoluzione demografica
Abitanti censiti